# ブレイブ・ストーリー〜新説〜
『ブレイブ・ストーリー〜新説〜』（ブレイブ・ストーリー〜しんせつ〜）は、宮部みゆき（原案）、漫画・小野洋一郎（作画）によるファンタジー冒険漫画。『週刊コミックバンチ』（新潮社）に2003年36・37合併号から2008年15号まで連載された。
『ゴーゴーバンチ』（新潮社）にて『ブレイブ・ストーリー新説〜十戒の旅人〜』がvol.01からvol.14まで連載された。原作をベースにした前作とは異なり殆どオリジナルのストーリーと登場人物が登場する為、原作小説との関連性は薄い。作中で前作と同名のキャラクターが登場する等、軽度の繋がりを示唆する表現が見られる程度なので便宜上では続編ではなく関連作として扱う。

## あらすじ
三谷亘はゲームが得意なただの中学生だった。しかし、転校生・芦川美鶴と出会った頃から彼の周りで不思議な出来事が次々と起こる。
真相を確かめるために入った“幽霊ビル”の中で亘は要御扉（かなめのみとびら）に出合う。吸い込まれるように入った要御扉の奥でワタルが見たのは現実からかけ離れた世界・幻界（ヴィジョン）だった。
現世（うつしよ）に戻った亘だったが、こんどは父・明が離婚すると言って家を出ていってしまう。
ある夜、魔物をおびき寄せて要御扉をくぐったミツルを助けるため、ワタルは“旅人”となり後を追って幻界に入る。そこでワタルが見たのは旅人と殺し合うミツルの姿。旅人は自分の願いを叶えるため“運命の塔”を目指す。そして願いを叶えられる旅人はただ一人。衝撃を受ける亘に美鶴は「お前は旅人に向かない」と言い放ち旅人の資格を取り上げる。
その翌日、母・邦子は明がもう戻らぬことに絶望し自殺を図る。運命を変えるため、元の暮らしを取り戻すため再び旅人になる決心を固め、ワタルは幻界へと旅だった。

## 登場人物

### 主要人物
三谷 亘（ワタル）
職業（ジョブ）：見習い勇者→勇者（ブレイブ・ライセンス）
14歳。城東第一中学校2年生。アクションRPGが得意なただの少年だったが、幽霊ビルで要御扉をみつけ、幻界の存在を知る。父親が家を出ていったことで崩れた幸せな生活を取り戻すため旅人となる。幽霊ビルで出会った同級生・大松香織に一目惚れしており、実際、幻界での彼の行動の多くは彼女を助けたいという理念に基付いている。強さを求め赴いたアンドア台地でアンドアの守護者により体の想波エネルギーを吸い尽くされ消滅、その意識が想波エネルギーとして世界を掛け巡ったことで、本当の強さの意味を知り、想波の闘法を会得して“勇者”として転生する。オンバに憑りつかれたカオリを救うが、今度は自分が憑依されカオリに助けられることになる。武器である杖を剣に変えて戦う。さらにその剣を“勇者の剣（ブレイブレード）”とすることで能力を上げることができる（発動条件は不明・発動後は全能力を失う）。想波の闘法を会得した後は自分の意志で発動できるようになり使用後のデメリットもなくなった。その他、魔法弾をとばす“弾（バウンド）”自分や仲間の姿を消す“消影（バニッシュ）”幻界人を治療できる“癒（トリート）”など簡単な魔法が使えるが、どれも使用限度がある。一日一度限りの必殺技・封印魔法は“斬龍・ハイランド・ブレイバー”転生後は“醒天・グランド・ブレイバー”となる。運命の塔でミツルと最後の激闘を繰り広げ、何とか打ち勝つが、シグドラとして復活したオンバの攻撃からミツルを庇い、相討ちとなる。ミツルに看取られながら光となって消滅しまうが呪われた職業である勇者の力、運命を見通しながらも運命を変えることができない現実と戦う呪いの力に打ち勝ち、オンバの心を救い幻界の呪われた因果の鎖を断ち切った後、散華した。後にハルネラによって現世にもどる。
最終回では母親が自殺未遂を図る所まで巻き戻され、母親を助け、父親とは拳で語り合った末にどうにか和解、変わらぬ運命の中で精一杯生きることを志す。後に、自分の異母妹として生まれ変わった美鳥に出会う。
芦川 美鶴（ミツル）
職業：魔導士（ウィザード・ライセンス）
シグドラ 左蛇頭尾
14歳。亘のクラスに転校してきた、美男子で成績優秀、運動神経抜群おまけに亘以上のゲームの腕を持つ超優秀転校生。妻の浮気を知った父親が母と妹を殺し自殺した過去があり、愛する妹・美鳥を蘇らせるために旅人となる。ワタルとは対照的に、目的達成のためには手段を選ばず殺人も厭わない。玉と情報を求めグルースの後釜としてシグドラの一員となる。5つ目の玉の秘密を知るため皇女ゾフィに近づくが、妹に似たゾフィと触れ合ううちに、人の命を奪うことにためらいを感じるようになる。しかし、ゾフィが虚（ウロ）となったことから、本来の目的を果たす為に最後の玉を奪い運命の塔へ登る。千以上の魔法を習得しており、特に波動系の術を得意とする。専用武器は杖。さらに“三叉槍（トライスピアー）”にして攻撃力を向上させる。封印魔法は“エターナル・エンド”。
ワタルとの戦いに敗れるが、オンバとの戦闘で死亡したワタルを看取り、旅人の戦いの勝者として運命の女神に会う。自分の願いがすでに意味がないことに気付き、美鳥を亘の妹として生まれ変わらせることを願う。最後はハルネラの人柱となり、現世から存在が消えた。後に、美鳥の転生を見届けている。
大松 香織（カオリ）
職業：魔砲使い（キャノン・ライセンス）
シュテンゲル騎士団 第6遊撃隊隊長
14歳。亘の同級生の美少女。美鶴に恋心を抱いている。母親は他界し、父・兄と三人暮らし。父親の事業の失敗と自らの過失により崩れていく家族の人生を修正するため旅人となる。初めはワタルと共に行動したが、北に連れ去られ、オンバ召喚の憑代（よりしろ）とされる。ブックにより救い出され南に送られるが、オンバに意識を奪われ自分では知らぬうちにシュテンゲル騎士団に入り想波動砲の開発をしていた。カッツの活躍で一時的に意識を取り戻すが、ワタルの想波エネルギーをオンバが取り込み、ほぼ完全に意識を乗っ取られる。その後、オンバにも隠し続けた心の闇をワタルに明かし、オンバから開放される。ミツルの冷酷さに悩み、その暴挙を止めるため、ミツル、さらにはワタルと戦う事となる。背負ったバズーカから強力な魔法弾を打ち出すことができる。封印魔法は“ジャイアント・インパクト”。オンバに乗っ取られたワタルを救う為に力を使い果たして光となって散華した。後にハルネラによって現世にもどる。
最終回で、大松ビルが取り壊される日に亘と再会。ミツルの存在は消えていたものの、『大切な誰か』として心の中に留まっていた。
キ・キーマ
トカゲ型水人族の若者。ダルババ車での運送業を営いた。旅人は幸運の印だと教えられており信じて疑わない。ガサラでの事件のゴタゴタでいつの間にかハイランダーとなってしまい、以降ワタルと同行することとなる。ヨシギの町で得た盾斧（ガーダクス）を武器とする。宮城弁（作者の出身地の方言）のような方言を話し、感情が昂ぶるとよく地が出る。運送業は無期限休業中。最終回で、三谷悟として現世に転生する。
ミーナ
ネ族（猫型獣人族）の少女。伝説の戦士の末裔。しっぽにはワタルからもらったリボンをつけている。幼い頃両親と生き別れ、サーカス（スベクタルマシン団）などで生計を立てながら両親を捜しているときにブックに出会う。潜在能力を見込まれ両親を捜す約束をすることでブック配下となり暗殺術を仕込まれる。家族を殺された少女を装いワタルに近づき、暗殺しようとするが失敗、ブックに裏切られたと思い理性を失い“狂戦士（バーサーカー）の術”を受け巨大化・凶暴化する。ワタルの活躍で意識を取り戻し、以降ブックと別れ、ワタルと行動する。ブックには別れた後も恩を感じている。ワタルに好意を寄せており、愛情によって理性を保っている。ナイフと身軽な動きを武器とし、ミツルに切断された尾の先にナイフを取り付けての三刀流も見せる。原作よりもおてんばな性格。名古屋弁に近い訛りで話す。最終回で、サナエとして現世に転生する。
ジョゾ
職業：駆け出し詐欺師
本名：ジョシュ・ゾ・ドラグーン、ジョゾは愛称。炎竜（ファイアドラゴン）の青年、普段は人間族（アンカ族）の姿をしている。歳は300歳（自称）、人間に換算すると15､6歳らしい。父親から成竜の儀（竜態を得るためアンドア台地を登りきる修行）を申しつけられるが、面倒になり竜態を得るため偽って旅人となる。はじめはワタルを騙し、玉を奪おうとしたが、共に行動するうちに友情が芽生え、最終的にワタルを助けるため竜の姿となる。原作よりもお調子者で臆病な性格になっているが、仲間のピンチにはわが身を省みず敵に立ち向かう。また、魔族との戦いとなると、炎竜の血が騒ぎ戦闘力が向上する。美女に弱い。頭にかぶった“偽りの帽子”から雷や雨を出し天候を操ることができる。封印魔法は“ライ・エイトハンドレッズ”。最終回で、小林克美として現世に転生する。
カッツ
ガサラの町の女ブランチ長。“棘蘭のカッツ”の異名を持つ。男勝りな性格で戦闘力も男に引けを取らない。鞭を自在に操り、どんなに小さなものでも捕らえることができる。ガサラの老神教徒を探すため度々ワタルをダシに使った。連合政府の要請でザクルハイムに出向する。想波動砲でオンバと戦い、想波動砲の操作盤を破壊し一時的にオンバを封じた。なぜか呪いの類の知識が豊富。シュテンゲル騎士団隊長のロンメルとシグドラ主頭のアジュ=ルパはかつての同僚と上司。オンバ解放の際、二人の争いを止めに入り左手を失い、ザクルハイム製の義手を装着している。ロンメルを救おうとしたところを巨人（ゴーレム）化したルパに握りつぶされ、その傷がもとでワタル達に見守られる中死亡。遺体はザクルハイムに埋葬された。

### 幻界（ヴイジョン）
女神
幻界のどこかに存在するといわれる運命の塔にいるとされる女神。現世からきた旅人に玉を集める使命を与え、5つの玉をそろえたもの一人の願いを叶えてくれる。幻界ではその姿どころか名前さえ知られていない。実は旅人ごとに姿が異なり、ミツルの前では彼をずっと想い続けた大松香織の姿をしていた。ミツルの願いを聞き届け、美鶴の妹・美鳥を亘の妹として転生させた。
アンドアの守護者
アンドア台地の頂上から幻界を監視している幻界の守護者（ガーディアン）。ジョゾの何十倍もある巨大な炎竜。『強さ』を求めにきたワタルに自分と戦うことを使命として与えた。想波エネルギーを自在に操り、ワタルを想波エネルギーの塵にして四散させる。転生したワタルに真の強さを見出し人間族の女の姿に変わりワタル達を見送る。‘成竜の儀'を終えた竜に竜族の使命と誇りを教える役目もあり、ジョゾにも幻界に迫る危機について語る。ジョゾの親族（母親？）と思われるが詳細は不明。魔界の出現に際して仲間とともにザクルハイムに飛来し、戦乱を起こし幻界を傷つけたヒトに対し、ハルネラと復興がその贖罪であることを告げ去っていった。ワタル達が北の大陸に渡る際も力を貸している。
オンバ（シグドラ）
老神教において、かつて女神に仕えていたが老神に寝返ったため魔界に落とされたと伝えられる魔狂姫。ヒト、心を持つ者の持つ「負」の感情の化身、それ故にわが身に絶望し、自らを生み出した世界を憎悪し自らの宿命を変えるために暗躍する。精神がザクルハイムの地下深くに封印されていたが、アジュ=ルパにより解き放たれる。オンジの手によりカオリを憑代に召喚された。旅人カオリを装いシュテンゲル騎士団に潜入、想波動砲の開発を進める。ワタルの想波エネルギーを吸収しほぼ完全にカオリの肉体・精神を奪う。本来オンバの持つ様々な能力に加えて、憑依した旅人の能力も使うことができる。魔衛星を使い、想波エネルギーの吸収による幻界の崩壊と魔界の召喚を企み、ブックにより魔界が押し戻されると、今度は自ら魔衛星と融合し完全な魔界召喚を果たそうとする。魔衛星に侵入したワタルに敗れ、カオリの肉体・精神を解放するが、同時にワタルに憑りつく。カオリの助けを受けたワタルの精神力に負け再び肉体を失う。ついには、魔界に封印されていた自らが憎悪する呪われた肉体・シグドラの姿で運命の塔に現れ、図らずもワタルを殺してしまう。最後まで自分を信じてくれたワタルの優しさに打たれ、心が浄化され想波の光となって散華する。その後ハルネラの魔界の人柱となった。
ラウ導師
運命を変えたいと強く願う者を現世から呼び、旅人の資格を与える事を務めとするデラ・ルベシの老人。ほかにも4人の導師がいる。ワタル・ミツル・カオリ達を導く。仕事柄、特定の旅人を贔屓するのは禁じられているはずだが、香織にはやたらサービスがいい。常に幻界の動きを見つめており、さも全てを知っているかの様な口調で話す。ワタルを「出来損ない」と呼ぶが、期待の目で見守り、最後は亘に幻界を託すまでになる。運命の塔を上るワタルを見ながら、かつてワタルの様な勇気があればと少し羨望していた。
ギガとトウゴウトウ
ワタル達に力を貸してくれるカルラ族（鳥）。外見は鳥そのものだが、言葉を話す。力を求めるワタル達をアンドア台地まで送る。ギガはラウを代弁してワタルに助言をしてくれる。トウゴウトウは講釈が長いのが玉にきず。二人とも飛翔力には自信がある。

#### 旅人
道化師の旅人
職業：道化師（ピエロ・ライセンス）
運命の塔にたどり着く可能性を少しでも上げるため、旅人であるワタル・ミツルを襲った。魔獣を召喚し、自由に操る。封印魔法は“マジシャンズ・ロスト”ミツルの幻術に騙され、玉を奪われた挙げ句、魔法で飛ばされた。現世のシーンでも登場しており、亘や美鶴のことを知っていた。
マイク
老神教徒に捕らえられていた黒人の旅人。医療ミスで死んだ息子を生き返らせるため旅人になる。グルースによって両断され死亡・消滅する。

### 南の大陸
グランドン
南の大陸の連邦議会議長。シュテンゲル騎士団騎士団長も兼任。ブランチを含めた南の大陸における軍事・警察権を司る。北の侵攻に怯え、ロンメルに責任を押しつけ逃走を図る。シウバの追撃を受け脱出を試みるが、命を省みず戦いに挑むキ・キーマや部下達の勇気に打たれ、決死の覚悟をし戦場に戻る。ヒトを断罪する幻界の守護者に対しても1人で戦乱の罪を負おうとする。
技師長
ザクルハイムで想波エネルギーシステムを管理する技師長。オンバに憑依されたカオリの進言に基づき想波動砲の開発を進めてしまう。北の大陸でレジスタンスをしている兄がいる。もとは二人ともザクルハイム時代のアジュ=ルパの助手。
バクサン博士
ルルドの国営天文台に勤めるパン族（小人）の星読み。帝国の南大陸侵攻に際し、帝国の侵攻の日を予言する。と同時にそれが、ただの戦争にとどまらないことも予言する。ハルネラのことも知っていた様子。
ロミ
バクサン博士の助手。体形ゆえに不自由の多いバクサン博士の生活の世話をしているらしい。
トローン
タガ族（虎型獣人族）の大男。カッツの片腕的存在で、常に冷静な心を持ちカッツをフォローする。戦闘時はその巨体を活かし敵の軍勢を突き飛ばす。ベイビーGの自爆により右耳を失う。カッツに伴いザクルハイムに出向、大陸南部で「闇」が迫る中、人々の救出に勤める。
ベイビーG
ガサラの町のブランチの一員だが、その正体は帝国のスパイ。旅人の仕業に見せかけガサラの町に火を放ち、ワタル達を捕らえる。ワタルを暗殺しようとするが、正体を見破られ口内に仕掛けた爆弾で自爆。

#### シュテンゲル騎士団
ポリス・ロンメル
シュテンゲル騎士団 第1遊撃隊隊長
“「光」属性、武器「突剣（レイピア）」。突剣（レイピア）のポリス・ロンメル”又は“閃光のロンメル”の異名を持つ。美形であり若い女性からは“ロン様”と呼ばれ人気だが、左こめかみに大きな傷を持ち部下からは怖がられているらしい。カッツとは旧知の仲であり、上司であり師匠でもあったアジュ=ルパと考え方の違いから戦い、頭部の傷を負う。球体の柄から光の刃を出した突剣を武器にし、体を光に変えての光速移動が可能。その力はシグドラにも引けを取らないが、消耗が激しいという弱点がある。アジュ=ルパに敗れ、その能力により操り人形にされてしまうが、ルパの死に伴い解放された。魔物との戦いの中、運命の塔に呼ばれ、最も崇高な魂としてハルネラの幻界からの人柱となった。
リュウ・ソー
シュテンゲル騎士団 第2遊撃隊隊長
「？」属性は不明。ロッドのような武器から魔法弾を打ち出して攻撃する。南の大陸東部でチャンに応戦するが惨敗。死体はマコトの瓶に収められていた。
ローズ・リリー
シュテンゲル騎士団 第3遊撃隊隊長
“「水」属性、武器「銛（ハープーン）」。　銛（ハープーン）のローズ・リリー”の異名を持つ。「生涯性差別撲滅キャンペーン中」をモットーとする女性。終始兜を着用しており素顔は不明。水の流れを自在に操り、大渦を起こし北の船団を海に沈めた。また自ら流れの上に乗ることも可能。船ごと空中に脱出したマコトにより敗北。アジュ=ルパの能力で操り人形とされるが、彼の死に伴って解放される。現在は南の大陸の復興にあたっている。
プラチナ
シュテンゲル騎士団 第4遊撃隊隊長
“「金」属性、武器「サイズ」。　大鎌（サイズ）のプラチナ”の異名を持つ。騎士道を重んじ仲間の絆を大切にする。電気の流れを自在に操り、武器や鎧に電気を流したり雷を落とす攻撃ができ、砂鉄も操ることができる。応用で電気を信号に変えて離れた味方に情報を送ることもできる。シウバに敗北後アジュ=ルパに奇襲を掛けるが、返り討ちに合う。
アカドラ
シュテンゲル騎士団 第5遊撃隊隊長
“「木」属性、武器「斧（アックス）」　斧（アックス）のアカドラの異名を持つ。森の地形・生態を熟知しており、敵を有利な地形までおびき出し一網打尽にする戦術を得意とする。カントリーマンの死体の軍勢に敗れ、死後も操られる。
？
シュテンゲル騎士団　第6遊撃隊隊長
「？」属性、武器「？」。訳あって不在である為空位であったが、カオリ（オンバ憑依中）がその実力を買われ新隊長に就任する。
P3（ピースリー）
シュテンゲル騎士団 第7遊撃隊隊長
“「地」属性、武器「大槌（ハンマー）」。　大槌（ハンマー）のP3”の異名を持つ。身長は低いが自分の身長を倍する大槌を振る力を持つ。大槌を用いて大地を自在に操り、地割れに敵を飲み込ませることも可能。リバーの攻撃から部下や町を救うため、自らリバーの攻撃を受け女神に感謝しながら息絶える。
ロゴロゴ
シュテンゲル騎士団 第8遊撃隊隊長
“「風」属性、武器「弓矢（アーチャー）」　射手（アーチャー）のロゴロゴ”の異名を持つ。風を自在に操り、放たれた矢を操作する戦術をとる。シウバの能力の前になす術無く倒れるが、プラチナの電気ショックで一時的に蘇生、プラチナをアジュ=ルパのもとへと飛ばし、果てる。

### 北の大陸
ガマ・アグリアスVII世
北の大陸の統一帝国の第7代皇帝。老神教の教義に従い、非人間族主義を押し進め、ついには南の大陸への侵攻を開始する。が、実はオンジの手により虚にされており、文字通りオンジの操り人形にすぎなかった。
ゾフィ
皇帝・ガマ・アグリアスVII世の一人娘で正統皇位継承者。『ゾフィ』とは古い幻界の言葉で『青』という意味で、亡き母親に付けられた。ミツルの妹・美鳥に酷似。レジスタンスの活動を理由に水晶大宮殿（クリスタル・パレス）から離れた宮殿で軟禁同然の生活を送っている。護衛についたミツルと時を過ごすに連れ、彼に惹かれていくが、ミツルが平気で生き物の命を奪うことには戸惑いを隠せない。常闇の鏡についての秘密を知っているためオンジに狙われるがミツルによって救われる。後に虚となった父親に代わり皇位を受け継ぎ女皇・ゾフィ・アグリアスを名乗る。ライタを人質に取り最後の玉を要求するカントリーマンに常闇の鏡を見せ虚にしようとするが、見破られ逆に自分が覗き込んでしまい虚となってしまう。ハルネラが行われると同時に回復した。
ライタ
ゾフィに仕えるレサッパ族（レッサーパンダ型獣人族）の給仕。表向きは奴隷という立場だが、他の人間に知られないようにゾフィの生活の世話をしている。彼の正体を知っているのはオンジやコックなど帝国でも一部のものだけである。ゾフィを助けるため奔走する。
オンジ
老神教の神官長。彼の発言には皇帝以上の権力がある。幻界の救済を名目にシグドラを指揮し、旅人狩りを進めていた。その正体はアジュ=ルパのザクルハイム時代の助手・ザウロであり、その真の目的は常闇の鏡から闇の宝玉を解放しルパに与えることであった。オンバを召喚し、魔界を出現させ魔界の側から封印を破ろうとするがブックにより失敗。ゾフィから闇の宝玉の封印の秘密を聞き出すが、直後にミツルが放った光の矢で体を貫かれ絶命する。
フログ
ブックの配下のオタマ族（蛙型水人族・通称ヒキ族）。高貴な出を自称している。ブックに対する忠誠心は高く、“狂戦士の術”すら自ら望む。共にブックに仕えたバファロ君の仇であるワタルを狙う。濃いキャラを出しているが他のキャラから忘れられるという役回りが多い。ミーナに攻撃された際にメメタァという効果音（『ジョジョの奇妙な冒険』のパロディー）を出した。
バファロ
ブックの配下の牛型獣人。“狂戦士の術”を受けて町を襲っていたが、ワタルに倒された。ブックの回想の中で一度だけ健在な姿を見る事が出来る。

#### シグドラ
アジュ＝ルパ
職業：傀儡師（マニピュレート・ライセンス）
シグドラ 主頭
1世代（50年）前の旅人。高貴な出だが、発狂し母親を殺した父親を殺したため、迫害された過去を持ち、失われた「帰る場所」を取り戻すため旅人となる。要御扉が閉じたため幻界で暮らすことを考え、怪我から一線も退いていたが、オンバにそそのかされ、自ら幻界に持ち込んだ機械を兵器に応用し戦いの準備を進めた。かつてのシュテンゲル騎士団第1遊撃隊隊長であり、カッツ・ロンメルはその時の部下。カッツに想いを寄せており恋仲であった二人と対立することになる。オンバ解放の際、右目と首より下の体を失い、オンバの能力により蘇生、自ら開発した戦闘用の鎧で動いている。闇の宝玉を手に入れるため、北の帝国へ渡る。もう当初の目的はおぼろになっているが、「自分の居場所」を求め戦う。くせ者揃いのシグドラをまとめ上げ、声だけで他の構成員を畏怖させる。専用武具“見えざる操手（ファントム・ストリングス）”を使い、人の脳から運動神経に送られる信号を魔力で書き換え、命令をプログラムすることで、人を生きたまま操り人形のようにしてしまう。封印魔法は“ミリオン・スレッド”。自らをゴーレム化して戦うが、カントリーマン・マコト・シウバの封印魔法を受け戦闘不能、マコトに助けを求めるが、入った瓶の中でチャンにとどめを刺される。後にハルネラによって現世にもどる。
チャン
職業：風水師（ジオマンサー・ライセンス）
シグドラ 右頭
元傭兵であり指名手配犯。国に裏切られた結果全滅した自分の所属部隊の復讐を遂げるため、軍幹部陣を次々と殺害するという来歴を持つ。しかし何ら報われる所の無い殺人行為を繰り返す中でやがて精神病質的な傾向を来たし、さらなる戦いの場を求めた戦闘狂として幻界を訪れ旅人となった。戦いそのものに快楽を見出しているため願いの成就を目的とはしてはおらず、5つの玉の収集をさらなる修羅を追求する手段の一つとぐらいしか捉えていない。戦闘中の不意をマコトにつかれ、魔法の瓶に閉じこめられていたが、マコトとミツルの攻防の最中偶発的に解放された。
あらゆる武道に精通しているほか、論語を諳んじ、風水や道教思想にも明るい。それらの知識・体術を複合する事で大地の気（幻界の想波、現世でいう龍脈）の流れを読み取り己の力に転化させる「想波の闘法」をあみ出しており、その実力は他のシグドラを遥かに凌駕するばかりか、幻界史上最強を誇るとされる。専用武器の“八卦鏡（フォーチュンテリング・ミラー）”は敵のあらゆる魔法を相反する属性の魔法で相殺し、無効化する。想波に含まれる邪気をも浄化でき、魔界からあふれる想波すら取り込んで己の力に変えた。封印魔法は“天地開闢 有為転変”。ミツルと共闘したワタルに敗北するが、ミツルの玉を求める気に当てられ闘争本能から復活。理性を失っており、目潰しでひるまされ敗北。正気を取り戻し、ミツルの目を笑いながら横たわっているところを、杓杖で一突きにされる。後にハルネラによって現世にもどる。
ハード
職業：狙撃手（スナイプ・ライセンス）
シグドラ 左頭
アジア某国出身。25歳。元は警察官であり、マフィアのスパイだったパートナーを殺した過去を持つ。彼を愛しており、蘇らせて真意を聞くために旅人になる。シグドラ内でもかなりの実力者で、「破経の呪法」もミツル同様逃れている。完璧主義者で全てにおいて計算された行動をとるが、重度の近眼でありメガネを取られるとほぼ視界を失い激しく取り乱す。聴覚は鋭い。自分の計算を狂わすワタルに興味を持ち、さらにワタルとの戦いを通して聞くべき答えを悟り、守ることの大切さを思い出し、礼として、彼の願いを叶えさせる為に戦う。背中から5本の銃を伸ばす“千銃（ガン・サウザンド）”が専用武器だが、普段はトンファーとしても使える2丁拳銃を扱う。絶対的な空間認識能力と命中精度を持ち、跳弾をも操り敵の全方位からの狙撃を行える。格闘戦も得意。封印魔法は“蛇蝎垓流星”。
ネオ
シグドラ 第一足
シグドラの構成員の一人だったが、ミツルのシグドラ入りを認めず、殺そうとするが返り討ちに合う。どうやら日本人が嫌いだったらしい。冷気系の魔法を使う。コマごとに顔つきが異なって見え、素顔がつかみづらい。後にハルネラによって現世にもどる。
シウバ
職業：追跡者（チェイス・ライセンス）
シグドラ 第二足
19歳。ミュージシャンだったが、謀られてドラッグパーティーに参加し、逮捕された過去を持ち、栄光を取り戻すため旅人になった。シグドラの切り込み隊長的存在。性格はひねくれており、自信過剰な気がある。敵の力を侮って追いつめられることもしばしば見られる。手のひらから火（レッド）・水（ブルー）・雷（イエロー）・風（グリーン）・毒（パープル）の“弾（バウンド）”を放って敵をねらい打つ。専用武器の“記憶の盾（ハード・ディスク）”についた鏡で敵を“読込（スキャン）”することで“弾”が敵を自動追跡するようになる。“記憶の盾”に乗って飛行することも可能。封印魔法は“砕大ソニックラッシュ”。ルパの死後、マコトの力を危険視し真っ先に討とうとするが、油断から逆にチャンと同じ瓶に閉じこめられ、ハルネラの恐怖に顔を歪ませながら死亡。後にハルネラによって現世にもどる。
スロープ
シグドラ 第三足
登場前にミツルに敗北したシグドラの一員。ミツルの指示に従いオンジの部屋で5つ目の玉の秘密を探るが、“常闇の鏡（とこやみのかがみ）”をのぞいてしまい“虚”になる。その後、オンジの鳥と融合させられミツルと戦うが、今度はミツルにゴーレムにされてしまう。体に巻いた包帯のようなものを敵に巻き付けて攻撃するが、それがスロープの能力かは不明。シウバは彼を「口だけ野郎」と呼んでいた。ハルネラとともに解放された。
マコト
職業：記者（ジャーナル・ライセンス）
シグドラ 第四足
日本人。16歳。元は女子高生。スリーサイズは上から83・59・87。彼氏ができ自分から離れていった友人への嫉妬から、いたずら半分で行った犯罪代行サイトへの書き込みが原因で、その友人が暴行を受け自殺した過去を持ち、失った友人を取り戻すため旅人になった。シグドラのマスコット的存在。いわゆる不思議ちゃんで、何を考えているか分かりづらい。遠くの出来事や敵の能力を知ることができるが、結界などの中は知ることができない。その情報は他の隊員からも全幅の信頼を得ている。専用武器の“天使の羽根ペン（エンジェル・フェザー）”で物体の情報を書き変え、具現化することができる（生物の情報は書き換えられない）。その能力ゆえ、混乱すると怪奇現象を引き起こす。瓶の中に標的を閉じこめる魔法でチャンを捕らえ、同じ瓶に閉じこめる事で敵を殺す戦術をとっていた。記者は魔法の詠唱を筆記で行わなくてはいけない。封印魔法は“アサルト・インタビュー”。ミツルの術で自分が瓶に入れられ、自分と一緒にチャンを解放してしまう。チャンの逆襲を受け、体中の関節を外された上で爆殺される。後にハルネラによって現世にもどる。
ブック
職業：魔獣使い（ピースト・ライセンス）
シグドラ 第五足
20歳。戦乱で村を焼かれ、友に裏切られた過去を持ち、人間に絶望し、世界から人の持つ「心」を消し去るため旅人になる。幻界でもアンカ族を嫌い、亜人を部下にする。部下を駒のように扱うようにも見えたが、実は部下思いである。ワタルとの戦いの中で人の「心」に希望を見出しワタルと共に銀嶺を倒す。カオリを助けに行った北でミツルに敗れ投獄されるが、ミーナ・ピーターの活躍で脱獄する。その際、“破経の呪法”に抗うことで能力を上げる方法を編み出す。専用武具の“契約の玉”で“契約（ブリッジ）”した魔物（モンスター）を操り、魔物の能力を何倍にもあげ、また逆にその魔物を“着殻（クラッド）”することで魔物と合体し、その力を得ることができる。魔物が強力すぎると精神を冒され危険。契約魔物は魔龍・銀嶺のジュリー→魔犬・ケルベロスのピーター。封印魔法は“ライフ・テンペスト”。“破経の呪法”に精神を蝕まれながらも出現した魔界を押し戻し、自分の本当の願いが叶ったことを喜びながら死亡。後にハルネラによって現世にもどる。
ジュリー
ブックの最初の契約魔物。普段は小動物の格好だが、その正体は山を呑むともいわれる魔龍・銀嶺。“狂戦士の術”などの強力な能力を持つ。邪悪な心を持っており、ブックを「心」を持つ全てのものを滅ぼす衝動に駆らせる。意識を取り戻したブックとワタルの封印魔法を同時に受け、魔界の出現を予言しながら消滅する。
ピーター
ブックの2番目の契約魔物。3つの頭を持つ魔犬・ケルベロス。元は帝国の罪人処刑用の魔物だったが、ブックと“契約”し契約魔物となる。ブックによくなつき、ブックの臭いがするミーナにもなついたが何故かフログにはなつかなかった。ミツルに石化させられるが、ミツルとブックが和解したため復活する。忠義に厚く、ブックの死により契約が解けた後も、彼の遺志を継ぎワタル達に協力する。

カントリーマン
職業：医者（ドクター・ライセンス）
シグドラ 第六足
おそらくアメリカ人。20代だと思われるがウェルナー症候群におかされており、実際の年齢に対し外見はかなり老化している。自らの治療のため医学の道を進むも壁に突き当たり、更なる医学の発展のため旅人となる。幅広い知識を持つ知恵袋的な存在。冷静で狡猾な性格だが涙もろい一面も持つ。専用武器の“奇跡の執刀（ハイブリッド・メス）”でどんな傷でも治してしまうが、あくまで外科的治療であり回復ではない（痛みが残る・動きが鈍くなる）。また、死体すらも治療し、知能のない“不死人（アンデッド）”として操ることができる。封印魔法は“黒医伝術（ブラックジャック）”。最後の玉を手に入れるためライタを人質にするも失敗、その結果ゾフィを虚にしてしまい激情したミツルに殴り殺される。後にハルネラによって現世にもどる。
リバー
職業：力士（スモウ・ライセンス）
シグドラ 右蛇頭尾
モンゴル人。元は貧困な遊牧民で、流り病におかされた妹弟達を救うため旅人となった。口数が少なく、いつも筋トレばかりしている。考えるより先に動くタイプで、部下からも「脳みそ筋肉なんだから」と言われる。専用武器の“鼓動のギプス”は普段は強化ギプスとしているが、本気を出すときは鎧として纏うことでリバーの力を3倍にする。力士は自分の肉体のみを武器とする職業なので、リバーは封印魔法を含む魔法を一切持たない。得意技は地面に張り手を打つ“巨人の張り手（タイタニック・パーム）”。ロンメルに腕を切断され戦力外と見なされ, ルパによりハードの封印魔法をよけるための盾にされ、爆死。後にハルネラによって現世にもどる。
グルース
職業：魔縫使い（クロス・ライセンス）
シグドラ 左蛇頭尾
アメリカ人。35歳。テロによって家族を失い、家族を取り戻すため旅人となる。単純に戦いを楽しむタイプ。腕は立つが言葉遣いは下品。南の大陸で旅人狩りを実行しており、ワタルも狙われることとなる。1度ワタルを見逃す際、ワタルに破経の呪法を掛ける。布を自由に硬化させ、剣や鞭のようにして戦う。封印魔法は“死繍デス・エンブロイダー”。破経の呪法に抗い能力が向上したワタルに敗れ、幻界の危機的状況をワタルに教え、死亡・散華する。後にハルネラによって現世にもどる。

### 現世（うつしよ）
三谷 邦子
亘の母親。井戸端会議を取り仕切る普通のおばちゃんでもある。原作同様、かつて田中理香子から明を騙し取った経験があるらしく、それが夫との離婚につながることになる。明から離婚を宣告され、精神的に追いつめられ、明が戻ってこないことに絶望し、大量の睡眠薬を飲んで自殺を図るが一命をとりとめる。現在入院中。
三谷 明
亘の父親。製鉄会社に勤めているサラリーマンであったが、かつての恋人・田中理香子に再会し不倫関係になる。理香子との失われた時間を取り戻すため邦子に離婚を宣告し、家を出ていく。しかし、離婚を宣告しても、すぐ理香子に決別を言い渡す事になる。最終話にて、一応亘と和解したような描写がある。
三谷 悟
明の兄で、亘の伯父。明とは対照的に明るい性格をした好漢。明の離婚・邦子の自殺未遂を聞きつけ病院に駆けつける。
なお、原作よりも登場回数が極端に少ない。
田中 理香子
明のかつての恋人であり、不倫相手。前の夫とは既に離婚しており、真由子という娘がいる。明との子ども（後の美鳥）を身籠もっていた。
芦川 美鳥（ミドリ）
美鶴の妹。享年5。将来の夢は「パパのお嫁さん」と言うほどあどけなく、花を愛する心優しく純粋な少女だったが、その大好きだった父親の手によって刺殺される。後にミツルの願いによって転生し、最終話で三谷明と田中理香子の子供（ワタルの異母妹）として誕生した。
小林 克美（カッちゃん）
亘の親友。友達思いで亘の為にあれこれ手を焼いてくれる。両親は居酒屋を経営しており、店の客の話からいろいろと情報を得ることができる。
石岡 健二
中学3年生。ヤクザから声がかかっていると言われているほどの不良。仲間二人と共に転校してきた美鶴を締めるため、幽霊ビルに連れ込むがそこで魔物に襲われる。美鶴に精神を破壊され、翌日3人が発見されたときには、怪我は治っていたが、魂が抜かれた抜け殻のような状態にされていた。

## 用語
要御扉（かなめのみとびら）
現世に50年に一度だけ現れ、幻界と繋がる扉。50年に一度、幻界の力が弱まる「減相期」に開く、現世と幻界の「境界」に生じた穴のようなもの。“運命を変えたい”と強く願う者の近くに現れ、導師のもとへ導く。
導師（どうし）
運命を変えたいと強く願う者を幻界へと導き旅人の証を与える人物。原則的にどの旅人とも対等に接さなければならず、特定の旅人を贔屓するのは許されていない。原作と異なりラウ以外にもリエ・ルオ・レア・ロイの導師が登場し、5人で「忘却の最果て」という場所に集まって旅人と幻界の動きを話し合っていた。
現世（うつしよ）
亘や香織が家族らと暮らす現実の世界。
幻界（ヴィジョン）
要御扉の奥に広がる現世と異なる次元の世界。幻界は現世の人の想いにより作られ、ゆえに、まるでゲームの世界のように亜人や怪物がいて魔法も当たり前のように存在する世界となっている。
魔界（まかい）
女神が幻界を作った際、幻界から除かれたあらゆる「負」の性質が集積した世界。魔族や魔獣が住む。5つ目の玉と深く関わっていると思われ、オンジらにより幻界への召喚がもくろまれる。1000年前にも幻界に現れたことがあるという。
ハルネラ
特別な理由で力が弱まった幻界と現世・魔界を隔てる｢境界」を張り直す神儀。幻界にいる幻界・現世・魔界の生物の命を一つずつ「人柱」とする。人柱は女神により選ばれ、人柱となったものは「大いなる白き光の境界」として永遠に幻界を見守る定めを負う。
人間族（アンカぞく）
現世に住む人と全く同じ特徴を持つ種族。幻界でも人口の多くを占める。
亜人（あじん）
幻界に住む人間族以外の種族の総称。老神教徒からは「非アンカ族」として差別の対象となっている。人の形に動物の特徴を持つのが一般的。獣人族（ほ乳類）・水人族（は虫類・両生類・魚類）が多いが、他にも判別不能な種族が数多く登場する。
炎竜（ファイヤドラゴン）
かつて女神に仕えたといわれる炎竜の末裔。通常の姿は人間族と変わらないが、「成竜の儀」（アンドア台地を登り切る試練）を遂げることで竜態（竜の姿）になることができる。幻界を守ることが一族の使命とされている。
魔物（モンスター・まもの）
魔界に住む生物。魔界の招来と共に幻界になだれ込み幻界を襲う。旅人の召喚や契約の対象になる。かつて魔界が幻界に現れた時に取り残されたものが幻界にも生息している。
巨人（ゴーレム）
“巨神操造”の魔法によって作り出される疑似生命。岩石や瓦礫（や生物）で組み上げられた体に生きた人間を核として埋め込むことで完成する。ミツル・アジュ=ルパが使用。かつて魔導士や傀儡師の間で使われたが、生きた人間の精神が残るため、操るのは非常に難しく使用者は少ない。魂が抜けている虚なら操るのは容易。また、自らを核とすることでゴーレム化できるが、二度と元の体には戻れない。
女神教（めがみきょう・じょしんきょう）
幻界で広く信じられている女神を信仰する宗教。「地に満ちる命よ 労りあい助けあい栄え 光の元へ集え」を教義としている。
老神教（ろうしんきょう）
北の帝国において信仰されている女神より古い神・老神を主神とする宗教。「幻界は老神により作られ女神に預けられた」という教えは徐々に「幻界は女神により奪われた」と変わっていった。女神が作ったとされる亜人は差別の対象であり、旅人は女神の使徒とされ抹殺対象になっている。信者は胸に“鳳凰の紅き翼”と呼ばれる紋章を刻んでいる。
連邦政府（れんぽうせいふ）
南の大陸のアリキタ・ボグ・ナハト・ササヤの4国から成る共和制の連邦組織。アリキタのザクルハイムに議会の本部・FPT（フェデラル パーラメント タワー）がある。
シュテンゲル騎士団（シュテンゲルきしだん）
南の大陸の平和と秩序を守る幻界における軍事・警察機構。トップである騎士団長は連邦議会議長が兼任する。連邦政府の権力とも深く関わっているため、彼らを好ましく思っていない者もいる。多くの種族で構成されているが、取締りを担当する人間族で構成される1〜8の遊撃隊を持ち、遊撃隊を束ねる8人の遊撃隊長は、南の大陸最強の戦力を誇る。シグドラの圧倒的な力の前に次々と散っていく。
ブランチ
幻界の治安維持組織。各地に支部を持ち、様々な部族が入り交じっていて、旅人も所属している。構成員は“高地人（ハイランダー）”と呼ばれ、腕に証の炎竜の腕輪をはめている。
統一帝国（とういつていこく）
北の大陸を支配する、ガマ・アグリアスVII世を皇帝とする統一帝国。老神教を国教とし、それを名目に南の大陸への侵攻を開始する。首都は皇都ソレブリア。
シグドラ
皇帝直属の特殊部隊。名前の由来は老神が連れてきたという三頭六足二蛇頭尾をもつ怪物で、11人の構成員がそれぞれの部位を司っている。隊員は皆旅人で玉と情報を得るかわりに破経の呪法で自由を縛られる。旅人の中でも能力の高い者が選ばれ、特に三頭を司る3人は他の隊員からも一目置かれている。それぞれが自分の部隊を持ち、戦争時には帝国の主戦力となる。結成の目的は表向きには「旅人を殺し幻界を「闇」から救う」ことだが、真の目的は他にありオンジ・ルパのみが知っている。
破経の呪法（はけいのじゅほう）
呪いの一種。オンジ・グルースが使用。術者の決めた制約を破ると幻覚が精神を蝕み、ついには死に至る。精神の強い者は、あえてこれに抗うことで能力が向上する。シグドラの構成員は入隊と共に、これにより「隊員同士の戦いの禁止・5つ目の玉の保有の禁止・命令への服従」を約束させられるが、ミツルやハードは回避していた。元はオンバから伝わったもの。
常闇の鏡（とこやみのかがみ）
オンジの瞑想の間に置かれた巨大な鏡。魔界と通じており、覗いたものは虚になってしまう。闇の宝玉と皇都ソレブリアに据えられた魔石により封印されている。
虚（ウロ）
常闇の鏡を覗き、魂を抜かれてしまった人間。生きているが自我はなくただ命令のままに動く。オンバの気に当てられた者や、魔界を見た者にも同様の現象が見られた。
旅人（たびびと）
運命を変えるため幻界に来た現世の人々。5つの玉を集め、女神が住むという運命の塔を目指すことを使命として与えられる。世界各地から何百人と訪れるが、運命を変えられるのはそのうちの一人だけであるため、旅人同士は敵対関係になる。要御扉をくぐり導師から旅人の証を受け取ることで旅人として認められるが、ジョゾが偽って証を得ているところを見ると、それほど厳格な決まりはないようである。幻界で死亡した旅人は、想波となり幻界に取り込まれる。
旅人の証（たびびとのあかし）
導師からもらえる旅人であることを証明するダグ。呪文を詠唱する事によって、旅人を幻界での姿・職業へと変える。
玉（ぎょく）
幻界に散らばる宝玉。旅人が手に入れることで、旅人の能力（アビリティー）と許容量（キャパシティー）をアップさせる。5つの玉を集めることで、運命の塔への道が開かれるという。
闇の宝玉（やみのほうぎょく）
全旅人共通の5つ目の玉。常闇の鏡の上部に据えられた封印の冠にはめ込まれており、魔界に通じる常闇の鏡を封印している。闇の宝玉自体にも封印が施されており、闇の宝玉を取ることはできない。闇の宝玉を得るには、かけられた封印を『解き放つ』、「対になる鏡」で常闇の鏡を『無効化する』、魔界の側から封印を『こじ開ける』のいずれかの手段を執る必要がある。
職業（ジョブ）
旅人に与えられた幻界での職業。その職種は、勇者・魔導士から記者・医者まで多岐にわたる。何の職業に就くかはもらう証により異なるが、職業が決まるプロセスは旅人本人の精神が関わって来る。(つまり中途半端な精神だとなんの能力も持たない職業になる)中には経験を積むことで昇格するものもある（例：見習い勇者→勇者）。職業は一人につき必ず固有で重複したりする事はない。
職業専用武具（ジョブスペシャリティ）
旅人に与えられる専用武器。その種類は職業ごとに異なる。旅人の得た玉は職業専用武具に蓄えられ、そのたびにより強力な武器になる。普段は待機状態になっているものも多く、戦闘時のみ（又は本気を出す場合のみ）に力を開放することで、ある程度実力を隠すことができる。
勇者（ブレイブ・ライセンス）
ワタルが就いている職業。全体的にはバランスが良いが、特化した能力あるわけでもなく特殊な技法無いと言う器用貧乏といった職業。
魔法（まほう）
幻界で使用できる能力全般を指す。想波エネルギーを精神で作用させて発動する。旅人には、あらかじめ職業と玉の数によって魔法が与えられているが、新たに術を覚えることも可能。呪文の詠唱が必要な物もあるが、大抵は術名のみに省略できる。
封印魔法（ふういんまほう）
ほぼ全ての旅人が持つ最強の能力。一撃必殺の威力をほこるが、1日1回の制限の下に封じられている魔法。五芒星を敵に打ち込み爆散させる。使用にはある程度の熟練度が必要。
想波エネルギー（そうはエネルギー）
幻界のあらゆる生命・物質を構成するエネルギー。幻界に於いては旅人も例外ではない。幻界のあらゆるところに満ち、人の思念に反応し魔法の基となる一方、機械の動力としても用いられている。
想波の闘法（そうはのとうほう）
想波の流れを知ることで、幻界にあふれる想波エネルギーを自分の力として取り込む能力。これにより幻界ではほぼ無限の力を得ることができる。ただし、激しくなると周囲の想波が枯渇し、小規模な「闇」が発生してしまう。
想波エネルギーシステム（そうはエネルギーシステム）
アジュ=ルパにより現世から持ち込まれた機械と幻界の想波エネルギーが組合わさって作られた機械動力システム。幻界に大きな発展をもたらすが、同時に多くの想波エネルギーが大地から奪われ、幻界の危機を招いている。
想波動砲（そうはどうほう）
想波力学の粋を集めて作り出された南の最終兵器。オンバに憑依されたカオリの助言で開発が進められ、カオリのバズーカが組み込まれている。極限まで吸い上げ凝縮した想波エネルギーを、超々極大五芒星に見立てたザクルハイムから放ち、目標を周辺一帯ごと吹き飛ばす。多量の想波エネルギーを吸い上げ、幻界にぶつける兵器であり、使用は幻界の崩壊を招く。
魔衛星（まえいせい）
オンバの力で生まれ変わった想波動砲。想波エネルギーを吸収し、魔界を召喚する。オンバの消滅に伴い機能停止、アジュ=ルパがゴーレム化した際、崩壊。
「闇」（「やみ」）
想波エネルギーの消失に伴い幻界を覆っていく、その名の通り“闇”。幻界を端から徐々に浸食していき、触れたものは全て腐ってしまう。「闇」が幻界を覆い尽くした時、幻界の消滅になると思われる。

## 世界観・地名

### 幻界の世界観
幻界とは現実世界の人間の想いから作られた現実と異なる次元の世界である。魔法・魔物・亜人などファンタジー的なものも当たり前のように存在する。通貨単位はテム。距離単位はトルメ。幻界は主に海に囲まれた2つの大陸から成り立っており、一つは面積の約半分が1年中雪と氷に閉ざされる北の大陸、もう一つは山地が多く季節の動きに富んだ南の大陸である。その地理ゆえ南の大陸では産業が栄えたが、北の大陸は発展が遅れている。南の大陸の連邦政府と北の大陸の統一帝国は、思想などの違いから200年以上（235年間）対立状態にあり、長く膠着状態に陥っていた。

### 地名

#### 南の大陸
アリキタ国
大陸東部に広がる大国。鉄鉱資源が豊富で、工業と鉄鉱の国として発展を遂げていたが、さらに、現世から機械が持ち込まれたことにより現世にも劣らない一大文明を築いている。しかし、一方で工業都市以外の町は発展に取り残されていった。
ザクルハイム
アリキタ国の首都。想波エネルギーシステムの導入により、機械文明都市として発展を遂げる。鉱山を切り開いて作られ、そのすり鉢状の町の中央に連邦政府議会本部塔・FPT（フェデラル パーラメント タワー）が置かれている。今回の戦いの主戦場となる。
ソノ
漁業を主な産業としていたため、発展から取り残されさびれていった港町。隠し財源として南からの密航船を受け入れており、連邦政府からも見つかっていない。その秘密のルートは山中の洞窟につながっており、干潮時のみ通ることができる。その洞窟内でワタルとハードの、近海ではマコトとローズ・リリーの戦闘が行われた。“闇”に浸食され始めている。

ナハト国
大陸南部に位置する国。農業が盛ん。
ガサラ
様々な人種・職業の人々が住み、行き来する交易の都市。ベイビーGによる火災で甚大な被害を受ける。
トミーナ
大陸南部の港町。想波動砲の発動に伴い、“闇”の侵食を受ける。

ボグ国
大陸北部に位置する商業国。
ガルス
ボグにある大港町。北の大陸の正面に位置しているため、シウバ・リバー・カントリーマンと相次いで襲撃を受ける。付近の森はアカドラのテリトリー。
サーカワの里
キ・キーマの故郷で多くの水人族が住む水人族の集落。想波動砲の暴発で壊滅したと思われる。
ヨシギ
ワタルとブックの戦闘が行われた町。かつて幻界を救った英雄達の武器が、持ち主の像に封印されており、非常時にはその封印が解かれるようになっている。ワタル達とブックらの戦闘で半壊状態になるが、復興は順調に進んでいる。町長は蝶々の亜人。

ササヤ国
大陸西部に位置する国。学問が盛ん。
ヌューベ
ササヤの港町。想波動砲の発動に伴い“闇”の侵食を受ける。
ルルド
学術都市。国営の天文台があり、多くの星読みを輩出している。

デラ・ルベシ特別自治州
アンドア台地の頂にあるといわれている聖地。仙人がいて、「強さ」を求めるものに力を貸すと言われている。もっぱら老神教徒が住んでいると信じられているが、実は「安住」を求めた旅人達が隠遁生活を送る安息の地である。アンドアの番人により守られ、「安住」を求めた旅人のみ入ることが許される。
アンドア台地
大陸のほぼ中央に存在する台地。とてつもなく標高が高い上、魔物が住み、頂上付近には「巨人の口（タイタニック・バレー）」と呼ばれる谷があり、およそ人間に登頂することは不可能。炎竜が竜態を得るための修行場にもなっている。頂上部は広大な平地になっており、「安住」を求めた旅人が訪れたときのみデラ・ルベシへの道が開かれるという。

#### 北の大陸
皇都ソレブリア
帝国の首都。都市建設時に町の各所に据えられた魔石で常闇の鏡を封印している。
水晶大宮殿（クリスタルパレス）
ソレブリアの中央にそびえる皇居。常闇の鏡が封印された時から水晶のように透き通って見えるようになった。側塔に皇帝の隠れ家がある。

紅い谷
迫害を受けている亜人のレジスタンスが集まり集落を作っていたが、シウバ・ミツルの襲撃を受け壊滅。

## 書誌情報
- 宮部みゆき（原案） / 小野洋一郎（作画） 『ブレイブ・ストーリー〜新説〜』 新潮社〈バンチコミックス〉、全20巻
  1. 2004年4月9日発売[3]、ISBN 4-10-771141-2
  2. 2004年4月9日発売[4]、ISBN 4-10-771142-0
  3. 2004年6月9日発売[5]、ISBN 4-10-771152-8
  4. 2004年9月9日発売[6]、ISBN 4-10-771170-6
  5. 2004年12月9日発売[7]、ISBN 4-10-771188-9
  6. 2005年3月9日発売[8]、ISBN 4-10-771205-2
  7. 2005年5月9日発売[9]、ISBN 4-10-771214-1
  8. 2005年8月9日発売[10]、ISBN 4-10-771230-3
  9. 2005年10月9日発売[11]、ISBN 4-10-771240-0
  10. 2005年12月9日発売[12]、ISBN 4-10-771250-8
  11. 2006年3月9日発売[13]、ISBN 4-10-771266-4
  12. 2006年6月9日発売[14]、ISBN 4-10-771276-1
  13. 2006年8月9日発売[15]、ISBN 4-10-771287-7
  14. 2006年11月9日発売[16]、ISBN 4-10-771301-6
  15. 2007年3月9日発売[17]、ISBN 978-4-10-771323-0
  16. 2007年6月8日発売[18]、ISBN 978-4-10-771341-4
  17. 2007年8月9日発売[19]、ISBN 978-4-10-771349-0
  18. 2007年11月9日発売[20]、ISBN 978-4-10-771366-7
  19. 2008年3月8日発売[21]、ISBN 978-4-10-771388-9
  20. 2008年5月9日発売[22]、ISBN 978-4-10-771396-4

- 宮部みゆき（原案） / 小野洋一郎（作画） 『ブレイブ・ストーリー新説〜十戒の旅人〜』 新潮社〈バンチコミックス〉、全3巻
  1. 2014年9月9日発売[23]、ISBN 978-4-10-771768-9
  2. 2015年5月9日発売[24]、ISBN 978-4-10-771816-7
  3. 2016年12月9日発売[25]、ISBN 978-4-10-771942-3